# Stanisław Pawlak (skrzypek)
Stanisław Pawlak (ur. 25 października 1885 w Gnieźnie, zm. 17 września 1955 w Poznaniu) – skrzypek, nauczyciel muzyki.

## Życiorys
Stanisław Pawlak urodził się w Gnieźnie, a rodzicami byli Stanisław Pawlak, robotnik oraz Barbara z domu Gron. W Poznaniu w 1903 u E. Jahnkego zaczął studia muzyczne. Od 1906 do 1908 uczył się w Monachium w królewskiej akademii muzycznej u L. Vollnhalsa, przez następne dwa lata u H. Petriego w konserwatorium drezdeńskim oraz w 1911 w Berlinie u R. Zeilera. Od 1912 do 1914 koncertmistrz orkiestry w Teatrze Polskim w Poznaniu. W czasie I wojny światowej był żołnierzem armii niemieckiej. W 4 pułku piechoty w Gnieźnie w 1918 był organizatorem orkiestry, którą następnie prowadził. W Operze Poznańskiej był koncertmistrzem orkiestry od 1919 do 1953. Równocześnie nauczał gry na skrzypcach: w Poznańskim Konserwatorium Muzycznym W. Brzostowskiego w 1920, w Państwowym Konserwatorium Muzycznym od 1921 do 1924 oraz w Wielkopolskiej Szkole Muzycznej w Poznaniu od 1926 do 1939. Podczas okupacji niemieckiej przebywał w Poznaniu, gdzie prywatnie uczył gry na skrzypcach oraz z zakresu teorii muzyki. Od 1945 oprócz pracy w Operze uczył także w Państwowej Szkole Umuzykalnienia. Zmarł w Poznaniu 17 września 1955.
Od 1920 jego żoną była Wiktoria z Saasów i mieli synów: Jerzego (ur. 1922), Antoniego (ur. 1926) oraz Witolda (ur. 1929).
Brał udział w koncertach symfonicznych oraz popularnych, a także w Polskim Radio jako solista i w zespołach kameralnych. W 1921 był organizatorem Kwartetu Wielkopolskiego. Jego grę cechowała romantyczna interpretacja utworów, głęboki, śpiewny ton oraz brawurowe staccato. Był mistrzem w wykonywaniu dzieł Henryka Wieniawskiego i Piotra Czajkowskiego. Zabytkowe skrzypce Marcina Groblicza były instrumentem muzycznym na których grał.